# Championnat d'Europe de baseball 1969
Navigation
Édition précédente Édition suivante
Le championnat d'Europe de baseball 1969, onzième édition du championnat d'Europe de baseball, a eu lieu du 27 juillet au 3 août 1969 à Wiesbaden, en Allemagne de l'Ouest. Il a été remporté par l'équipe des Pays-Bas.